# Besterek (sockenhuvudort i Kina, Xinjiang Uygur Zizhiqu, lat 47,30, long 85,88)
Besterek (kinesiska: 别斯铁热克, 别斯铁热克乡) är en sockenhuvudort i Kina. Den ligger i den autonoma regionen Xinjiang, i den nordvästra delen av landet, omkring 410 kilometer norr om regionhuvudstaden Ürümqi. Antalet invånare är 3 203. Befolkningen består av 1 503 kvinnor och 1 700 män. Barn under 15 år utgör 22,0 %, vuxna 15-64 år 73 %, och äldre över 65 år 4,0 %.
Runt Besterek är det mycket glesbefolkat, med 4 invånare per kvadratkilometer. Trakten runt Besterek består i huvudsak av gräsmarker.
Genomsnittlig årsnederbörd är 430 millimeter. Den regnigaste månaden är oktober, med i genomsnitt 62 mm nederbörd, och den torraste är februari, med 14 mm nederbörd.